# Megalohyrax
Il megaloirace (gen. Megalohyrax) è un mammifero erbivoro estinto, appartenente agli iracoidi. Visse nell'Oligocene inferiore (circa 33 - 30 milioni di anni fa) e i suoi resti fossili sono stati ritrovati in Africa e in Asia minore.

## Descrizione
Questo animale era molto diverso dagli attuali iraci, e anche le dimensioni erano di molto maggiori. Il corpo poteva oltrepassare 1,5 metri di lunghezza e, in generale, Megalohyrax poteva raggiungere la taglia di un tapiro. In passato (Andrews, 1906) l'aspetto di questo animale è stato paragonato a quello di un cavallo piccolo e tozzo, ma in realtà successivi studi hanno determinato che la morfologia di Megalohyrax era piuttosto differente da quella degli equidi arcaici. Le zampe erano robuste e il corpo particolarmente massiccio. 
Il cranio era lungo e basso, diversamente da quello degli iraci attuali, e poteva raggiungere i 40 centimetri di lunghezza. Il cranio possedeva una forte cresta lambdoidea e un primitivo canale alisfenoide, una tacca per il gruppo neurovascolare palatino minore, orbite non posizionate anteriormente e in ampio contatto tra il mascellare superiore e il frontale, tutte caratteristiche non presenti negli iraci odierni. La formula dentaria di Megalohyrax era costituita da tre incisivi, un canino, quattro premolari e tre molari. Al contrario di altri iracoidi vissuti nello stesso tempo e nello stesso periodo, Megalohyrax possedeva una dentatura "generalista", costituita da elementi bunoselenodonti e (come invece molti iraci arcaici) con premolari submolariformi.

## Classificazione
Descritto per la prima volta nel 1903 da Andrews, Megalohyrax venne considerato il più grande iracide noto. La specie tipo è Megalohyrax eocaenus, ritrovata nella zona di El Fayum in Egitto; Andrews ascrisse al genere Megalohyrax altre specie ritrovate nella stessa zona (M. minor, M. major) che potrebbero essere però varianti della medesima forma; in ogni caso, i resti di Megalohyrax sono piuttosto comuni nel Fayum e sono conosciuti attraverso l'intera sequenza. Nel 1979 Sudre descrisse un'altra specie di Megalohyrax, M. gevini, proveniente da terreni dell'Eocene inferiore/medio dell'Algeria, ma attualmente questa specie non è più attribuita a Megalohyrax. Altri fossili attribuiti a questo genere sono stati ritrovati in Arabia Saudita e in Etiopia. Megalohyrax fa parte di un clade di iraci estinti noti come Pliohyracidae, comprendente forme di dimensioni medio-piccole (ad esempio Saghatherium), ma anche forme gigantesche (Titanohyrax).